# Územní řízení
Územní řízení byl v českém stavebním právu procesní postup, který rozhodoval o umisťování staveb, ochraně zájmů území, využití území a dělení a scelování pozemků. Územní řízení vedl stavební úřad a koná se jen v případech s významným vlivem na okolí a životní prostředí. K územnímu řízení má každý možnost se vyjádřit. Zákon umožňoval:
- Zkrácené řízení ve stanovených případech staveb, stavebních zařízení a stavebních změn (dle stavebního zákona není nutné územní rozhodnutí, dostačující je územní souhlas stavebního úřadu, zákon ve stanovených případech umožňuje nahradit územní rozhodnutí veřejnoprávní smlouvou uzavřenou mezi stavebním úřadem a žadatelem o územní rozhodnutí např. umístění stavby rodinných domů, garáží, chat apod.
- Klasické územní řízení

V roce 2024 nahradil starý Stavební zákon nový Stavební zákon (283/2021 Sb.), který sloučil územní a stavební řízení do jednoho řízení o povolení záměru. Dokumentace pro povolení záměru je tak nově  jednostupňová. Nevypracovává se zvlášť pro územní rozhodnutí a stavební povolení. Výrazně se omezuje její rozsah a podrobnost. Nově dokumentace pro povolení záměru odpovídá dnešní dokumentaci pro územní rozhodnutí rozšířené.

## Klasické územní řízení
Stavební úřad v územním stavebním řízení:
- provede zahájení územního řízení písemně nebo oznámením veřejnou vyhláškou na podkladě písemného návrhu účastníka nebo z podnětu stavebního úřadu
- posoudí návrh ÚPD včetně podkladů
- soustředí stanoviska a vyjádření dotčených orgánů a osob, orgánů státní správy, zemědělského půdního fondu, podklady k posouzení vlivu stavby na okolní prostředí a způsoby odstranění negativních vlivů dopravních, bezpečnostních atd.
- provede vymezení stavebního území
- stanoví podmínky a účel stavby
- projedná rozhodnutí s účastníky řízení
- vydá rozhodnutí, které je výsledkem územního řízení a toto rozhodnutí zveřejní písemně nebo veřejnou vyhláškou

## Účastníci územního řízení
- navrhovatel (předkládá návrh na zahájení ÚŘ, který obsahuje dokumentaci - písemnou žádost účastníka, situační plán s uvedením druhu a čísla parcel, seznam evidovaných osob majících vlastnická práva k nemovitostem)
- osoby mající vlastnická práva k pozemkům a stavbám
- osoby sousedních pozemků a staveb (mohou-li být rozhodnutím jejich práva dotčena)
- obec